# Bosse Andersson
Bo Magnus Andersson, detto Bosse (Norrtälje, 26 agosto 1968), è un dirigente sportivo ed ex calciatore svedese, di ruolo attaccante, attuale direttore sportivo del Djurgården.

## Biografia
È padre di David Andersson, calciatore professionista di ruolo portiere.

## Carriera

### Giocatore
Andersson iniziò a giocare a calcio nel Rö IK, club con sede nell'omonima località situata nei pressi di Norrtälje. In seguito militò nel BK Vargarna e successivamente nel Väsby IK con cui esordì in Division 1 Norra, che all'epoca era il girone nord della seconda serie nazionale, distinguendosi come attaccante prolifico.
Nel 1990 fu ingaggiato dall'AIK, allenato da Sanny Åslund, esordendo in Allsvenskan il 19 aprile 1990 contro l'Halmstad e segnando il suo primo gol nella massima serie il 13 maggio contro il Malmö FF. In quella stagione, con cinque reti, fu miglior marcatore del club a pari merito con Niclas Kindvall. Tuttavia, sotto la guida del nuovo allenatore Tommy Söderberg, nella stagione successiva trovò meno spazio: in campionato fu titolare in sole tre occasioni su 16 presenze totali. Nel 1991 raggiunse la finale della Coppa di Svezia, persa per 3-2 ai tempi supplementari contro l'IFK Göteborg.
Lasciato l'AIK, Andersson scese di categoria per giocare nel Vasalund, altro club di Solna, comune della periferia di Stoccolma. Qui ha giocato i campionati di seconda serie 1992 e 1993.
Nel 1994 passò al Djurgården, squadra che tifava sin da bambino e che due stagioni prima era retrocessa in seconda serie.
Sotto la guida dell'allenatore Anders Grönhagen, Andersson fu capocannoniere del campionato cadetto con 24 reti e, insieme all'altro attaccante Nebojša Novaković, autore di 19 gol, riportò la squadra in Allsvenskan.
Si confermò miglior marcatore stagionale del Djurgården anche l'anno successivo, con 11 gol segnati.
Le sue prestazioni attirarono attenzioni anche al di fuori della Svezia, tanto che nell'ottobre 1995, dopo aver concluso l'Allsvenskan di quell'anno, si trasferì in Portogallo allo Sporting Braga, dove segnò una rete nella prima partita contro il Benfica, senza però riuscire ad imporsi stabilmente.
Fece così ritorno al Djurgården nell'estate seguente, a campionato in corso, in una stagione che si concluse con la retrocessione dovuta al penultimo posto nell'Allsvenskan 1996. Andersson si ritirò nel 1997, all'età di 29 anni, a causa di un infortunio al ginocchio.
Parallelamente alla carriera calcistica, lavorò come agente di polizia dal 1991 al 1999 con un impiego part-time.

### Dirigente
Dopo il ritiro dal calcio giocato, rimase all'interno del Djurgården visto che nel 1998 fu nominato membro del consiglio direttivo. Dal 1999 al 2008 ricoprì il ruolo di direttore generale del club, contribuendo al suo rilancio sportivo ed economico. Durante questo periodo, il Djurgården vinse tre campionati svedesi (2002, 2003, 2005) e tre Coppe di Svezia (2002, 2004, 2005). In parallelo all'incarico sportivo, fu anche co-proprietario di un ristorante nell'arcipelago di Stoccolma, sull'isola di Lidö.
Nel novembre 2008 convocò una conferenza stampa in cui annunciò le dimissioni dall'incarico, a seguito di una stagione difficile segnata da turbolenze interne alla dirigenza. Successivamente collaborò, dal 2011 al 2013, con l'agenzia Club Consulting.
Il 13 novembre 2013 venne ufficializzata la sua nomina a direttore sportivo del Djurgården, in sostituzione di Anders Grönhagen. Al suo ritorno, il club versava in una situazione finanziaria critica: nel 2013 chiuse con una perdita di 27 milioni di corone svedesi (SEK) a fronte di un patrimonio netto di 10 milioni, ed era stato salvato dalla bancarotta grazie a un prestito da parte dei soci.
Durante la sua gestione come direttore sportivo, il Djurgården tornò ai vertici del calcio svedese, conquistando la Coppa di Svezia 2017-2018 e, in campionato, il titolo di campione di Svezia nel 2019 che il club non vinceva dal 2005. L'operato di Andersson fu caratterizzato da una politica di mercato redditizia, basata su una rete di contatti personali, segnalazioni da agenti e osservatori volontari. Tra il 2013 e il 2020, ad esempio, il club incassò circa 300 milioni di corone grazie alle cessioni di giocatori. Il saldo netto positivo delle operazioni di mercato tra il 2013 e il 2022 fu pari a 189 milioni di corone, e nel 2022 il Djurgården vantava il secondo miglior patrimonio netto tra i 16 club di Allsvenskan.
Nella UEFA Conference League 2024-2025, la squadra stoccolmese si fece strada fino alle semifinali, dove fu eliminata dal Chelsea.